# مايك بيل (لاعب كرة قدم أمريكية)
مايك بيل (بالإنجليزية: Mike Bell)‏ هو لاعب كرة قدم أمريكية أمريكي، ولد في 30 أغسطس 1957 في ويتشيتا في الولايات المتحدة.